# Маскалик, Александр Исаакович
Александр Исаакович Маскалик (18 февраля 1931, Могилёв Могилёвской области — 10 июля 2014) — советский и российский инженер-кораблестроитель, педагог высшей школы.

## Биография
Родился 18 февраля 1931 года.
Окончил Ленинградский кораблестроительный институт (1954).
С декабря 1954 г. — инженер-конструктор ЦКБ завода «Красное Сормово» в городе Горький.
Впоследствии заместитель генерального директора, главный аэро- и гидродинамик в ЗАО «АТТК» (Арктическая торгово-транспортная компания).
Доктор технических наук, профессор Горьковского водного института.
Умер 10 июля 2014 года. Похоронен на Бугровском кладбище.

## Сочинения
Соавтор книг:
- Зайцев Н. А., Maскалик А. И. Отечественные суда на подводных крыльях — Л.: Судостроение, 1967. — 363 с.
- Крылатые суда России. История и современность. — СПб: Судостроение, 2006. — 240 с., ил.
- Особенности проектирования и конструкции судов на подводных крыльях. 1987.
- Экранопланы — транспортные суда будущего / А. И. Маскалик, Р. А. Нагапетян, А. И. Лукьянов. — Санкт-Петербург: Судостроение, 2013. — 349 с., [8] л. ил. : ил. ; 22 см.
- Первый гражданский экраноплан «Амфистар» [Текст] / Д. Н. Синицын, А. И. Маскалик. — Санкт-Петербург: Судостроение, 1999. — 111 с. : ил. — ISBN 5-7355-0580-7 :

## Награды
Ленинская премия 1962 года — за участие в создании скоростных пассажирских речных судов на подводных крыльях.